# الجواد (أسماء الله الحسنى)
الجواد هو من أسماء الله الحسنى في الإسلام، ومعناه: كثير الجود والعطاء

## في السنة النبوية
لم يرد اسم الله الجواد في القرآن الكريم، ولكن ورد في الأحاديث النبوية،:
- عن عبد الله بن عباس:[3] «إن الله تعالى جواد يحب الجود، ويحب معالي الأخلاق، ويكره سفسافها»

## الأقوال في معناه
- قال ابن عثيمين:[4] «ومن سنة رسول الله ﷺ : الجميل الجواد الحكم الحيي»
- قال عبد الرحمن السعدي:[5] «الجواد: يعني أنه تعالى الجواد المطلق الذي عم بجوده جميع الكائنات، وملأها من فضله، وكرمه، ونعمه المتنوعة، وخص بجوده السائلين بلسان المقال أو لسان الحال من بر، وفاجر، ومسلم، وكافر، فمن سأل الله أعطاه سؤاله، وأناله ما طلب، فإنه البر الرحيم: ﴿وَمَا بِكُم مِّن نِّعْمَةٍ فَمِنَ اللّهِ ثُمَّ إِذَا مَسَّكُمُ الضُّرُّ فَإِلَيْهِ تَجْأَرُونَ﴾ سورة النحل:53. ومن جوده الواسع ما أعده لأوليائه في دار النعيم مما لا عين رأت، ولا أذن سمعت ولا خطر على قلب بشر»
- قال أيضًا:[6] «والجواد الذي عم بجوده أهل السماء، والأرض فما بالعباد من نعمة فمنه وهو الذي إذا مسهم الضر فإليه يرجعون، وبه يتضرعون، فلا يخلو مخلوق من إحسانه طرفة عين، ولكن يتفاوت العباد في إفاضة الجود عليهم بحسب ما من الله به عليهم من الأسباب المقتضية لجوده، وكرمه، وأعظمها تكميل عبودية الله الظاهرة، والباطنة العلمية، والعملية القولية، والفعلية، والمالية، وتحقيقها باتباع محمد صلى الله عليه وسلم بالحركات والسكنات»
- قال ابن القيم:[7]

## وصلات خارجية
- الجواد، شرح أسماء الله الحسنى، الموسوعة العقدية، موقع الدرر السنية
- اسم الله الجواد، مجلة الفرقان